# Show Low
Show Low is een plaats (city) in de Amerikaanse staat Arizona, en valt bestuurlijk gezien onder Navajo County.

## Demografie
Bij de volkstelling in 2000 werd het aantal inwoners vastgesteld op 7695.
In 2006 is het aantal inwoners door het United States Census Bureau geschat op 11.027, een stijging van 3332 (43.3%).

## Geografie
Volgens het United States Census Bureau beslaat de plaats een oppervlakte van
72,3 km², waarvan 72,1 km² land en 0,2 km² water.

## Geboren
- Dan Deublein (1972), acteur

## Plaatsen in de nabije omgeving
De onderstaande figuur toont nabijgelegen plaatsen in een straal van 48 km rond Show Low.